# Jefferson Pérez (Trolebús de Quito)
Jefferson Pérez es la decimoctava parada del Corredor Trolebús, en el sur de la ciudad de Quito, y que sirve únicamente a los recorridos que se realizan en sentido norte-sur, pudiendo considerarse un conjunto con la cercana parada La Colina. Se ubica sobre la avenida Cardenal de la Torre, intersección Maldonado, en la parroquia Chimbacalle.
Fue construida en 2003, como reemplazo a la parada Machángara, cuyos restos todavía son apreciables a pocos metros del actual andén; esta fue derrocada debido a la construcción del Domo de la Villaflora y a la circulación de los trolebuses en ambos sentidos por la Av. Maldonado.
Toma su nombre en honor al primer medallista olímpico ecuatoriano, el marchista Jefferson Pérez, de origen cuencano. La parada sirve al sector circundante, con algunas de sus edificaciones consideradas patrimonio de la ciudad, y a cuyos alrededores mansiones de inicios del siglo XX, antiguas fábricas reutilizadas con fines administrativos municipales o privados, restaurantes y locales comerciales. Su icono es la silueta de Jefferson Pérez que se encuentra marchando y bajo de él el símbolo de las olimpiadas.